# Município de Sharon (condado de Noble, Ohio)
O município de Sharon (em inglês: Sharon Township) é um município localizado no condado de Noble no estado estadounidense de Ohio. No ano de 2010 tinha uma população de 342 habitantes e uma densidade populacional de 4,81 pessoas por km².

## Geografia
O município de Sharon encontra-se localizado nas coordenadas 39° 41′ 54″ N, 81° 36′ 13″ O. Segundo o Departamento do Censo dos Estados Unidos, o município tem uma superfície total de 71.15 km², da qual 71,06 km² correspondem a terra firme e (0,12 %) 0,09 km² é água.

## Demografia
Segundo o censo de 2010, tinha 342 pessoas residindo no município de Sharon. A densidade populacional era de 4,81 hab./km². Dos 342 habitantes, o município de Sharon estava composto pelo 99,12 % brancos, o 0,29 % eram amerindios, o 0,29 % eram asiáticos e o 0,29 % eram de uma mistura de raças. Do total da população o 0,29 % eram hispanos ou latinos de qualquer raça.